# Маріяна Матеус
Маріяна Матеус (серб. Marijana Mateus / Маријана Матеус, нім. Marijana Matthäus), до шлюбу Чолич (серб. Marijana Čolić; нар. 27 вересня 1971, Вербас) — сербська підприємиця, модельєрка, модель, письменниця та благодійниця. Засновниця і креативна директор брендів The Marijana Matthaeus Collection Lux Uniforms.

## Життєпис
У дитинстві Маріяна з матір'ю багаторазово відвідувала модні покази в Белграді. У 1990 році зайнялася продажем взуття, відкривши компанію «Obuća Metro», якою керувала в 1990—1996 роках. Закінчила у 1999 році бізнес-школу Лабін в Нью-Йорку, також є дипломовангю педагогинею (ступінь бакалавра). У 2003 році відкрила свій перший магазин модного одягу «My Style» в Будапешті, в 2007 році — в Зальцбурзі. В 2006 році як модель була обличчям рекламної кампанії Samsung напередодні чемпіонату світу з футболу.
У 2009 році Маріяна Чолич заснувала модний лейбл Marijana Class (нині The Marijana Matthaus Collection) і в тому ж році провела показ мод під час Белградського тижня моди. 1 червня 2010 року представила колекцію купальників, у показі брали участь зірки національних конкурсів краси в Сербії.
З 2010 року Маріяна Чолич є власницею підприємств Lux Uniforms, бренду ділових костюмів, і Andaj, бренду модного верхнього одягу. Вони займаються випуском продукції для британського ринку, вперше їх представили офіційно ЗМІ та клієнтам в Лондоні в готелі Вестбері у вересні 2016 року. 17 березня 2011 року Маріяна Чолич організувала показ модної колекції I Am Mariana в белградській готелі «Москва», а у вересні організувала показ колекції Black & White World. У травні і грудні 2012 року в Новому Саді, в будівлі Сербського народного театру відбувся показ нової колекції The Flora Fashion Collection, а потім ще один показ Allure Baroque у белградському готелі «Москва».
Одяг дизайнерки Маріяни Матеус носять такі зірки Сербії, як Світлана Ражнатович, Мілена Васіч, Сніжана Дакич, Саня Маринкович, Олена Йовічіч, Весна Дедіч, Катаріна Раденкович і Ксенія Міятович. Також Маріяна Матеус відома як письменниця: у 2010 році вийшла її перша книга «Амуаж».

## Особисте життя
Марияна Чолич була одружена Міодрагом Костічем, одним з найбагатших людей Югославії. В шлюбі народила трьох дітей. Другий чоловік — футболіст Лотар Маттеус. Має квартири в Лондоні, Будапешті та Белграді. Вільно володіє сербською, англійською, італійською, угорською і німецькою мовами. Маріяна Матеус відома численними благодійними ініціативами на підтримку нужденним жінкам і дітям.